# Dysauxes punctata
Dysauxes punctata — вид метеликів з родини еребід (Erebidae).

## Поширення
Вид поширений в Південній і Центральній Європі, Північній Африці та Малій Азії.

## Опис
Розмах крил становить 20–22 мм.

## Спосіб життя
Імаго літають з травня до середини вересня у двох поколіннях на рік. Личинки є багатоїдними, годуються на низькорослих трав'янистих рослинах.